# Mau-Ulu-Lau
Mau-Ulu-Lau (Mau-Ulo-Lau) ist eine osttimoresische Aldeia im Suco Mau-Ulo (Verwaltungsamt Ainaro, Gemeinde Ainaro). 2015 lebten in der Aldeia 271 Menschen.

## Geographie und Einrichtungen
Die Aldeia Mau-Ulu-Lau liegt im Nordosten des Sucos Mau-Ulo. Östlich befindet sich die Aldeia Hato-Lelo, südlich die Aldeia Mau-Ulo-Pú und westlich die Aldeia Dagamessa. Im Norden grenzt Mau-Ulu-Lau an den Suco Ainaro, wo auch die Gemeindehauptstadt Ainaro liegt. Durch den Süden führt eine Straße, an der auch Mau-Ulo, der Hauptort des Sucos liegt. Hier zweigt eine zweite Straße nach Süden ab. Die restliche Aldeia ist nahezu unbesiedelt.
Der Ort Mau-Ulo befindet sich zwischen Quellflüssen des Sarais, eines Nebenflusses des Belulik. Im Dorf steht der Sitz des Sucos. Der Friedhof wird durch die Grenze zu Mau-Ulo-Pú geteilt.